# Andrea Papetti
Andrea Papetti, né le 3 juillet 2002 à Cernusco sul Naviglio en Italie, est un footballeur italien, qui évolue au poste de défenseur central à l'AC Reggiana.

## Biographie

### En club
Né à Cernusco sul Naviglio en Italie, Andrea Papetti est formé à l'Inter Milan avant de poursuivre sa formation au Brescia Calcio à partir de 2016. C'est avec ce club qu'il fait ses débuts en professionnel, lors d'une rencontre de Serie A, face à l'US Sassuolo le 9 mars 2020. Il est titulaire lors de cette rencontre perdue par les siens sur le score de trois buts à zéro. Il inscrit son premier but le 5 juillet 2020, en reprenant de la tête un corner tiré par Sandro Tonali face à l'Hellas Vérone en championnat. Son équipe s'impose par deux buts à zéro ce jour-là. Cette réalisation fait de lui le troisième plus jeune buteur de la saison.

### En sélection
Andrea Papetti représente l'équipe d'Italie des moins de 20 ans pour un total de trois matchs joués entre 2021 et 2022.
En août 2021, Andrea Papetti est convoqué pour la première fois avec l'équipe d'Italie espoirs.